# محسن غياض
محسن غياض عجيل آل محسن الحسني (1934 - 1999) هو باحث أكاديمي عراقي، من مواليد محافظة البصرة، حاصل على الماجستير من كلية الآداب في الأدب الحديث من جامعة القاهرة عام 1961، عمل مدرساً بالتعليم الثانوي في محافظة البصرة لمدة أربع سنوات، ثم انتقل إلى بغداد معيداً بكلية التربية ليترقى الى أستاذًا بالتعليم الجامعي عام 1975، درس الشريعة في كلية الشريعة بمكة، ثم شغل منصب رئاسة قسم اللغة العربية بجامعة الإمارات العربية المتحدة،وكذلك درس في جامعة عدن باليمن وجامعة الزرقاء بالاردن وكان أستاذ الأدب العباسي في كلية الآداب بجامعة بغداد من عام 1993 حتى 1999، وكان عضواً في رابطة الأدب الحديث بالقاهرة.

## مؤلفاته
1. الفتح الوهبي على مشكلات المتنبي.
2. تراجم طبقات النحاة واللغويين والمفسرين والفقهاء.
3. تفسير أبيات المعاني من شعر أبي الطيب المتنبي.
4. شاعر العرب عبد المحسن الكاظمي: حياته وشعره.
5. شروح شعر المتنبي.
6. شعر الحسين بن مطير الأسدي.
7. قانون البلاغة في نقد النثر والشعر.
8. قصائد المفردات التي لا مثل لها.
9. من اسمه عمرو من الشعراء في الجاهلية والاسلام.